# 野呂昭彦
野呂 昭彦（のろ あきひこ、1946年（昭和21年）8月28日 - ）は、日本の政治家。
衆議院議員（4期）、三重県松阪市長（1期）、三重県知事（民選第16・17代）を歴任。
父は衆議院議員や三重県議会議長を務めた野呂恭一。

## 来歴・人物
三重県飯南郡飯高町（現松阪市）生まれ。慶應義塾大学工学部（現理工学部）卒業。1979年、父・野呂恭一の厚生大臣就任に伴い、父の秘書を務める。
1983年、第37回衆議院議員総選挙に旧三重県第2区から自由民主党公認で出馬し、初当選を果たす（当選同期に田中直紀・熊谷弘・額賀福志郎・野呂田芳成・衛藤征士郎・田中秀征・尾身幸次・北川正恭・町村信孝・伊吹文明・自見庄三郎・中川昭一・大島理森・鈴木宗男・甘利明など）。自民党時代は河本派に所属した。
1994年、羽田内閣総辞職に伴う6月29日の首班指名選挙において、自民・社会・さきがけ3党による村山富市社会党委員長の擁立を決定した自民党の党議に反発し、自民党を離党して旧連立与党（新生党ほか7党派）に擁立された海部俊樹元首相に投票し、造反。海部を党首に自由改革連合結党に参加し、同年末の新進党結党にも参画した（海部は初代新進党党首に就任）。
1996年、小選挙区比例代表並立制導入後初めて実施された第41回衆議院議員総選挙に新進党公認で三重県第4区から出馬したが、自民党の田村憲久に敗れ、落選した。
1997年末の新進党解党後は自由党に入党し、当初は国政復帰をめざしていたが、2000年4月に松阪市長選挙に出馬し、当選。国会議員を経験した三重県内の首長は、参議院議員を経て四日市市長に就任した井上哲夫に次いで2人目。
三重県知事の北川正恭（野呂とは1983年総選挙当選同期）が3選不出馬を表明したため、2003年4月、1期目の任期途中で松阪市長を辞職し知事選挙出馬を表明。民主・社民2党の推薦を受け当選した。2007年の知事選では民主、社民に加え自民、公明、新政みえの5党派相乗りで再選を果たした。
2010年8月に息子が覚醒剤取締法違反で逮捕。野呂は息子が以前にも覚醒剤事件で有罪判決を受け、執行猶予中だったことを明らかにした。これを理由とした辞職要求は出なかったが、翌年の3選への出馬は難しい立場になった。
2010年11月25日の三重県議会本会議において、翌年の知事選に出馬せず2期で退任する意向を表明し、2011年4月に退任した。2016年11月、旭日重光章を受章。
尊敬する人物は、母校・慶應義塾大学の創設者である福澤諭吉。

### 政策・主張
伊勢海老・真珠・松阪牛・鮑・海苔・赤福などの三重県では美食であるグルメなどに恵まれている事から、「美し国三重」をキャッチコピーにして観光をアピールした。三重県が美し国とされる由来は、『日本書紀』などの倭姫命伝説では伊勢国が美し国（うましくに）と記述されているのが、根拠である。宮城県も美し国として観光立県として美食観光をアピールしていた事から、三重県と宮城県との間に美し国論争が繰り広げられて、村井嘉浩宮城県知事との三重県知事の野呂がお互い美し国を名乗るのが正しいと発言してマスコミに取り上げられて討論となった。観光立県として美し国おこし・三重構想を策定した。
外国人参政権について、2010年1月18日の定例会見で「税もしっかり払っているという人たちの行政に対する権利というものについては、やはりそれを認めていくということはあっていいのではないか」、「（参政権は県政に対し）特段大きな影響ないと思っている」 とし、個人的には外国人への参政権付与を容認する姿勢を示したが、「政治はその国の国民が参加して決定すべきもので、外国人に国家国民の命運を決定する参政権を付与することは自国民に対し無責任な行為」と発言の撤回をするように日本人の市民団体から求められている。